# 글렌나비박쥐
글렌나비박쥐(Glauconycteris gleni)는 애기박쥐과에 속하는 박쥐의 일종이다. 카메룬과 우간다에서 발견된다. 자연 서식지는 아열대 또는 열대 기후 지역의 습윤 저지대 숲이다. 서식지 감소로 멸종 위협을 받고 있다.